# World Tour w siatkówce plażowej 2019
World Tour w siatkówce plażowej 2019 organizowany przez FIVB rozpoczynał się w sierpniu 2019 roku, a kończył we wrześniu 2019. Kalendarz rozgrywek został ogłoszony 18 sierpnia 2018 i miał składać się z trzech turniejów 5-gwiazdkowych (w tym finał World Tour), dwunastu 4-gwiazdkowych, pięciu 3-gwiazdkowego, ośmiu 2-gwiazdkowych oraz dwudziestu siedmiu 1-gwiazdkowych.

## Zawody

### Klasyfikacja turniejów
| Finały World Tour    |
| World Championships  |
| Turniej 5-gwiazdkowy |
| Turniej 4-gwiazdkowy |
| Turniej 3-gwiazdkowy |
| Turniej 2-gwiazdkowy |
| Turniej 1-gwiazdkowy |

### Mężczyźni
| Turniej                                                                            | 1 miejsce                                                    | 2 miejsce                                | 3 miejsce                                                    | 4 miejsce                                |
| ---------------------------------------------------------------------------------- | ------------------------------------------------------------ | ---------------------------------------- | ------------------------------------------------------------ | ---------------------------------------- |
| Siófok Open Siófok, Węgry 23 - 26 sierpnia                                         | Romain Di Giantommaso Jérémy Silvestre 21–15, 18–21, 15–12   | Patrikas Stankevičius Matas Navickas     | Eric Stadie Robin Sowa 21–18, 21–19                          | Đorđe Klašnić Marko Plavšić              |
| Montpellier Open Montpellier, Francja 28 sierpnia – 1 września                     | Édouard Rowlandson Olivier Barthélémy 21–15, 21–12           | Youssef Krou Quincy Ayé                  | Romain Di Giantommaso Jérémy Silvestre 21–16, 25–27, 15–10   | Florian Breer Yves Haussener             |
| Qinzhou Open Qinzhou, Chiny 30 września - 4 października                           | Tri Bourne Trevor Crabb 21–18, 21–9                          | Taras Myskiv Valeriy Samoday             | Dries Koekelkoren Tom van Walle 21–13, 21–13                 | Cole Durant Damien Schumann              |
| Caspian Sea Series Bandar Torkaman Tour Bandar-e Torkaman, Iran 2 - 5 października | Bahman Salemi Arash Vakili 21–11, 22–20                      | Rahman Raoufi Abdolhamed Mirzaali        | Abbas Pouraskari Aghmohammad Salagh 21–16, 21–11             | Alexey Kuleshov Artem Petrossyants       |
| Caspian Sea Series Babolsar Tour Babolsar, Iran 9 - 12 października                | Rahman Raoufi Abdolhamed Mirzaali 21–19, 21–19               | Alexey Sidorenko Alexandr Dyachenko      | Alireza Aghajani Abbas Pouraskari 21–18, 21–16               | Danijel Pokeršnik                        |
| Yangzhou Open Yangzhou, Chiny 10 - 14 października                                 | Konstantin Semenov Ilya Leshukov 14–21, 21–19, 15–13         | Viacheslav Krasilnikov Oleg Stoyanovskiy | Gustavo Carvalhaes Saymon Santos walkower                    | Sam Pedlow Sam Schachter                 |
| Caspian Sea Series Bandar Anzali Tour Bandar-e Anzali, Iran 16 - 19 października   | Alexey Sidorenko Alexandr Dyachenko walkower                 | Bahman Salemi Arash Vakili               | Rahman Raoufi Abolhamed Mirzaali 21–18, 21–17                | Abbas Pouraskari Alireza Aghajani        |
| Las Vegas Open Las Vegas, Stany Zjednoczone 17 - 21 października                   | Christian Sørum Anders Mol 21–13, 21–17                      | Grzegorz Fijałek Michał Bryl             | Viacheslav Krasilnikov Oleg Stoyanovskiy 21–13, 18–21, 20–18 | Trevor Crabb Tri Bourne                  |
| Ljubljana Winter Edition Lublana, Słowenia 29 listopada - 2 grudnia                | Aliaksandr Dziadkou Pavel Piatrushka 21–19, 21–16            | Selçuk Şekerci Safa Urlu                 | Paul Burnett Maximilian Guehrer 16–21, 21–9, 16–14           | Robin Sowa Eric Stadie                   |
| The Hague Open Haga, Holandia 2 - 6 stycznia                                       | Viacheslav Krasilnikov Oleg Stoyanovskiy 21–11, 21–18        | Julius Thole Clemens Wickler             | Konstantin Semenov Ilya Leshukov 21–17, 14–21, 15–12         | Alexander Brouwer Robert Meeuwsen        |
| Vizag Open India Visakhapatnam, Indie 28 lutego - 3 marca                          | Armin Dollinger Simon Kulzer walkower                        | Hsieh Ya-jen Wang Chin-ju                | Sergiy Grabovskyy Cameron Wheelan 21–15, 21–17               | Hitoshi Murakami Takashi Tsuchiya        |
| Sydney Open Sydney, Australia 6 - 10 marca                                         | Marco Grimalt Esteban Grimalt 21–18, 21–12                   | Enrico Rossi Adrian Carambula            | Stafford Slick William Allen walkower                        | Youssef Krou Édouard Rowlandson          |
| Kg Speu Open Kâmpóng Spœ, Kambodża 7 - 10 marca                                    | Maxim Sivolap Artem Yarzutkin 21–18, 21–18                   | Grant Goldschmidt Leo Williams           | Mads Rosager Jacob Brinck 21–18, 18–21, 15–10                | Moritz Kindl Arwin Kopschar              |
| Doha Open Doha, Katar 12 - 16 marca                                                | Marco Grimalt Esteban Grimalt 21–15, 21–15                   | Nick Lucena Phil Dalhausser              | Pablo Herrera Adrián Gavira 21–17, 23–21                     | Michał Bryl Grzegorz Fijałek             |
| Siem Reap Open Siĕm Réab, Kambodża 21 - 24 marca                                   | Christoph Dressler Alexander Huber 16–21, 21–13, 15–13       | Maxim Sivolap Artem Yarzutkin            | Quentin Métral Yves Haussener 18–21, 21–10, 15–12            | Peter Eglseer Florian Schnetzer          |
| SMM Pak Bara Beach in Satun Satun, Tajlandia 8 - 11 kwietnia                       | Denys Denysenko Vladyslav Iemelianchyk 21–10, 21–14          | Rahman Raoufi Abolhamed Mirzaali         | Dmitriy Yakovlev Sergey Bogatu 28–26, 14–21, 15–9            | Dunwinit Kaewsai Kitti Duangjinda        |
| Langkawi Open Langkawi, Malezja 11 - 14 kwietnia                                   | Daniil Kuvichka Anton Kislytsyn 21–16, 21–15                 | Andrey Bolgov Vladislav Ermilov          | Takashi Tsuchiya Hitoshi Murakami 21–15, 21–18               | Adrian Sdebel Piotr Ilewicz              |
| Göteborg Open Göteborg, Szwecja 18 - 21 kwietnia                                   | Aliaksandr Dziadkou Pavel Piatrushka 21–14, 21–14            | Toms Šmēdiņš Haralds Regža               | Selçuk Şekerci Safa Urlu 21–13, 21–14                        | Martin Appelgren Alexander Annerstedt    |
| Xiamen Open Xiamen, Chiny 24 - 28 kwietnia                                         | Viacheslav Krasilnikov Oleg Stoyanovskiy 21–19, 21–13        | Pablo Herrera Adrián Gavira              | Cherif Younousse Ahmed Tijan 13–21, 21–15, 15–10             | Enrico Rossi Adrian Carambula            |
| Kuala Lumpur Open Kuala Lumpur, Malezja 30 kwietnia - 4 maja                       | Alison Cerutti Álvaro Morais Filho 24–22, 21–18              | Reid Priddy Theo Brunner                 | John Hyden Ryan Doherty 21–17, 21–7                          | Alexander Walkenhorst Sven Winter        |
| Itapema Open Itapema, Brazylia 15 - 19 maja                                        | Anders Mol Christian Sørum 21–19, 28–26                      | Michał Bryl Grzegorz Fijałek             | Steven van de Velde Christiaan Varenhorst walkower           | Piotr Kantor Bartosz Łosiak              |
| Aydin Masters Aydın, Turcja 16 - 19 maja                                           | Maciej Rudoł Jakub Szałankiewicz 21–14, 19–21, 15–13         | Alex Ranghieri Marco Caminati            | Sven Winter Alexander Walkenhorst 21–16, 21–17               | Jasper Bouter Ruben Penninga             |
| Jinjiang Open presented by Jinjiang Culture & Tourism Jinjiang, Chiny 22 - 26 maja | Anders Mol Christian Sørum 14–21, 21–17, 15–12               | Evandro Oliveira Bruno Oscar Schmidt     | George Wanderley André Stein 21–17, 21–10                    | Trevor Crabb Tri Bourne                  |
| Boracay Open Boracay, Filipiny 23 - 26 maja                                        | Banlue Nakprakhong Narongdet Kangkon 19–21, 22–20, 15–8      | Yuya Ageba Nobuaki Taira                 | Jumpei Ikeda Katsuhiro Shiratori 16–21, 26–24, 16–14         | Maximilian Trummer Simon Baldauf         |
| Ostrava Open Ostrawa, Czechy 29 maja - 2 czerwca                                   | Anders Mol Christian Sørum 17–21, 21–15, 15–10               | Ondřej Perušič David Schweiner           | Michał Bryl Grzegorz Fijałek 10–21, 21–19, 15–7              | Viacheslav Krasilnikov Oleg Stoyanovskiy |
| Baden Open presented by Sport.Land.Nö Baden, Austria 6 - 10 czerwca                | Clemens Doppler Alexander Horst 21–16, 21–17                 | Maxim Sivolap Artem Yarzutkin            | Alejandro Huerta César Menéndez 21–19, 18–21, 16–14          | Christoph Dressler Alexander Huber       |
| Warsaw Open Warszawa, Polska 12 - 16 czerwca                                       | Evandro Oliveira Bruno Oscar Schmidt 11–21, 21–17, 15–12     | Anders Mol Christian Sørum               | Ilya Leshukov Konstantin Semenov 21–19, 17–21, 16–14         | Viacheslav Krasilnikov Oleg Stoyanovskiy |
| Ios Island Open Ios, Grecja 14 - 16 czerwca                                        | Florian Gosselin Jérémy Silvestre 21–16, 15–21, 15–12        | Maxim Sivolap Artem Yarzutkin            | David Lenc Filip Habr 19–21, 21–18, 15–11                    | Felix Friedl Maximilian Trummer          |
| World Championships Hamburg, Niemcy 28 czerwca - 7 lipca                           | Viacheslav Krasilnikov Oleg Stoyanovskiy 19–21, 21–17, 15–11 | Julius Thole Clemens Wickler             | Anders Mol Christian Sørum 19–21, 21–15, 15–10               | Tri Bourne Trevor Crabb                  |
| Qidong Open Qidong, Chiny 4 - 7 lipca                                              | Christoph Dressler Alexander Huber 21–18, 21–13              | Peter Eglseer Florian Schnetzer          | Surin Jongklang Adisorn Khaolumtarn 24–22, 24–22             | Maxim Sivolap Artem Yarzutkin            |
| Gstaad Major Gstaad, Szwajcaria 9 - 13 lipca                                       | Anders Mol Christian Sørum 21–17, 21–15                      | Alexander Brouwer Robert Meeuwsen        | Evandro Oliveira Bruno Oscar Schmidt 16–21, 21–17, 15–12     | Paolo Nicolai Daniele Lupo               |
| Espinho Open Espinho, Portugalia 17 - 21 lipca                                     | Alison Cerutti Álvaro Morais Filho 21–13, 15–21, 15–9        | George Wanderley André Stein             | Mārtiņš Pļaviņš Edgars Točs 16–21, 21–17, 15–12              | Marco Grimalt Esteban Grimalt            |
| Edmonton Open Edmonton, Kanada 17 - 21 lipca                                       | Nico Beeler Marco Krattiger 21–15, 23–25, 15–8               | Grant O'Gorman Ben Saxton                | Stafford Slick William Allen 21–13, 21–16                    | Alex Ranghieri Marco Caminati            |
| Tokyo Open Tokio, Japonia 24 - 28 lipca                                            | Anders Mol Christian Sørum 21–17, 21–18                      | Nils Ehlers Lars Flüggen                 | Alexander Brouwer Robert Meeuwsen 21–12, 21–17               | Alison Cerutti Álvaro Morais Filho       |
| WT 1 star in Emilia Romagna presented by BPER Cervia, Włochy 25 - 28 lipca         | Maksim Hudyakov Igor Velichko 22–20, 15–21, 15–12            | Florian Ertl Johannes Kratz              | Maxim Sivolap Artem Yarzutkin 21–19, 21–14                   | Grant Goldschmidt Leo Williams           |
| Vienna Major Wiedeń, Austria 31 lipca - 4 sierpnia                                 | Anders Mol Christian Sørum 21–11, 21–17                      | Alison Cerutti Álvaro Morais Filho       | Michał Bryl Grzegorz Fijałek 21–17, 17–21, 15–11             | Phil Dalhausser Nick Lucena              |
| Ljubljana Open Lublana, Słowenia 1 - 4 sierpnia                                    | Tadej Boženk Vid Jakopin 16–21, 21–18, 15–11                 | Jan Pokeršnik Nejc Zemljak               | Yorick de Groot Mees Blom 21–18, 21–18                       | Florian Ertl Johannes Kratz              |
| Malbork Open Malbork, Polska 1 - 4 sierpnia                                        | Michał Kądzioła Marcin Ociepski 23–21, 21–17                 | Patrikas Stankevičius Audrius Knašas     | Mariusz Prudel Mikołaj Miszczuk 24–22, 21–15                 | Martin Chiniewicz Michał Korycki         |
| Beacharena Vaduz Vaduz, Liechtenstein 7 - 11 sierpnia                              | Moritz Kindl Mathias Seiser 17–21, 21–19, 16–14              | Daniil Kuvichka Anton Kislytsyn          | Jasper Bouter Ruben Penninga 21–18, 21–15                    | Florian Ertl Johannes Kratz              |
| Miguel Pereira Open Miguel Pereira, Brazylia 8 - 11 sierpnia                       | Renato Carvalho Rafael Carvalho 21–19, 24–22                 | Arthur Lanci Adrielson Silva             | Hevaldo Moreira Vinícius Freitas 12–21, 21–15, 15–13         | Joalisson Gomes Leonardo Vieira          |
| Budapest Open Budapeszt, Węgry 8 - 11 sierpnia                                     | Samuele Cottafava Jakob Windisch 21–16, 19–21, 15–9          | Daniel Bergerud Lars Retterholt          | Toms Šmēdiņš Haralds Regža 21–18, 23–21                      | Kensuke Shōji Masato Kurasaka            |
| Moscow Open Moskwa, Rosja 14 - 18 sierpnia                                         | Aleksandrs Samoilovs Jānis Šmēdiņš 21–12, 21–16              | Alison Cerutti Álvaro Morais Filho       | Julius Thole Clemens Wickler walkower                        | Gustavo Carvalhaes Saymon Santos         |
| Knokke-Heist Openn Knokke-Heist, Belgia 15 - 18 sierpnia                           | Jérémy Silvestre Timothée Platre 21–18, 19–21, 17–15         | Pavel Shustrov Alexey Gusev              | Maximilian Trummer Mathias Seiser 21–15, 21–13               | Anshel ver Eecke Tim Lemmens             |
| Rubavu Open Rubavu, Rwanda 21 - 24 sierpnia                                        | Kensuke Shōji Masato Kurasak 12–21, 21–17, 17–15             | Jacob Stormly Nicolai Overgaard          | Javier Bello Joaquin Bello 21–18, 21–15                      | Hitoshi Murakami Keisuke Shimizu         |
| Jūrmala Open Jurmała, Łotwa 21 - 25 sierpnia                                       | Aleksandrs Samoilovs Jānis Šmēdiņš 23–21, 21–14              | Kusti Nõlvak Mart Tiisaar                | Aliaksandr Dziadkou Pavel Piatrushka 21–19, 21–16            | Armin Dollinger Eric Stadie              |
| Salalah Open Salalah, Oman 24 - 27 sierpnia                                        | Daniel Thomsen Morten Overgaard 21–23, 21–11, 15–9           | Haitham Alshereiqi Ahmed Alhousni        | Piotr Janiak Piotr Ilewicz 21–15, 12–21, 15–9                | Nouh Al-Jalbubi Mazin Alhashmi           |
| Montpellier Open Montpellier, Francja 27 - 31 sierpnia                             | Dirk Boehlé Stefan Boermans 25–23, 21–15                     | Quincy Ayé Arnaud Gauthier-Rat           | Laurenz Leitner Florian Schnetzer 21–15, 25–27, 15–8         | Michael Murauer Arwin Kopschar           |
| Oslo Open Oslo, Norwegia 28 sierpnia - 1 września                                  | Anders Mol Nils Ringøen 21–16, 21–18                         | Markus Mol Christian Sørum               | Hendrik Mol Mathias Berntse 23–21, 21–10                     | Lars Retterholt Daniel Bergerud          |
| FIVB World Tour Finals Rzym, Włochy 4 - 8 września                                 | Viacheslav Krasilnikov Oleg Stoyanovskiy 21–16, 21–16        | Julius Thole Clemens Wickler             | Anders Mol Christian Sørum 21–16, 21–15                      | Jake Gibb Taylor Crabb                   |

### Kobiety
| Turniej                                                                              | 1 miejsce                                                 | 2 miejsce                                | 3 miejsce                                                 | 4 miejsce                                  |
| ------------------------------------------------------------------------------------ | --------------------------------------------------------- | ---------------------------------------- | --------------------------------------------------------- | ------------------------------------------ |
| Siófok Open Siófok, Węgry 23 - 26 sierpnia                                           | Tjaša Jančar Tjaša Kotnik 21–19, 21–12                    | Sara Cavretti Matas Navickas             | Satono Ishitsubo Asami Shiba 21–14, 21–17                 | Agata Ceynowa Martyna Kłoda                |
| Montpellier Open Montpellier, Francja 28 sierpnia – 1 września                       | Alexandra Jupiter Lézana Placette 21–15, 12–21, 15–12     | Esmée Böbner Zoé Vergé-Dépré             | Nicole Eiholzer Elena Steinemann 22–20, 14–21, 15–6       | Ophélie Lusson Laura Longuet               |
| Zhongwei Open Zhongwei, Chiny 14 - 16 września                                       | Wen Shuhui Wang Jingzhe 21–14, 26–24                      | Wang Fan Xue Chen                        | Maria Clara Salgado Elize Maia 21–18, 21–18               | Zhu Lingdi Lin Meimei                      |
| Qinzhou Open Qinzhou, Chiny 30 września - 4 października                             | Ana Patrícia Ramos Rebecca Cavalcanti 18–21, 21–15, 15–12 | Marta Menegatti Viktoria Orsi Toth       | Sarah Sponcil Kelly Claes 21–13, 21–16                    | Evgenia Ukolova Jekatierina Birłowa        |
| Yangzhou Open Yangzhou, Chiny 10 - 14 października                                   | Alexandra Klineman April Ross 21–19, 21–16                | Ana Patrícia Ramos Rebecca Cavalcanti    | Sara Hughes Summer Ross 16–21, 23–21, 15–5                | Sarah Pavan Melissa Humana-Paredes         |
| Las Vegas Open Las Vegas, Stany Zjednoczone 17 - 21 października                     | Heather Bansley Brandie Wilkerson 21–17, 17–21, 15–9      | Sarah Pavan Melissa Humana-Paredes       | Carolina Solberg Salgado Maria Antonelli walkower         | Ana Patrícia Ramos Rebecca Cavalcanti      |
| Chetumal Open Chetumal, Meksyk 24 - 28 października                                  | Heather Bansley Brandie Wilkerson 21–12, 21–13            | Caitlin Ledoux Geena Urango              | Kerri Walsh Jennings Brooke Sweat 16–21, 21–8, 15–10      | Megan McNamara Nicole McNamara             |
| Ljubljana Winter Edition Lublana, Słowenia 29 listopada – 2 grudnia                  | Panagiota Karagkouni Vassiliki Arvaniti 21–18, 21–15      | Vytenė Vitkauskaitė Urtė Andriukaitytė   | Diana Lunina Maryna Samoday 21–14, 21–15                  | Varvara Brailko Anete Namiķe               |
| The Hague Open Haga, Holandia 2 - 6 stycznia                                         | Ana Patrícia Ramos Rebecca Cavalcanti 21–10, 21–18        | Sarah Sponcil Kelly Claes                | Taru Lahti Anniina Parkkinen 15–21, 21–13, 15–6           | Alexandra Klineman April Ross              |
| Phnom Penh Open Phnom Penh, Kambodża 21 - 24 lutego                                  | Panagiota Karagkouni Vassiliki Arvaniti 21–14, 21–17      | Amanda Dowdy Corinne Quiggle             | Chiyo Suzuki Yurika Sakaguchi 19–21, 23–21, 15–12         | Rumpaipruet Numwong Tanarattha Udomchavee  |
| Vizag Open India Visakhapatnam, Indie 27 lutego - 2 marca                            | Martina Bonnerová Martina Maixnerová 19–21, 21–18, 15–9   | Chiyo Suzuki Yurika Sakaguchi            | Nadine Strauss Teresa Strauss 21–16, 21–18                | Miller Patai Sherysyn Toko                 |
| Sydney Open Sydney, Australia 6 - 10 marca                                           | Becchara Palmer Nicole Laird 21–19, 21–14                 | Emily Day Betsi Flint                    | Kerri Walsh Jennings Brooke Sweat 22–20, 21–13            | Wang Fan Xia Xinyi                         |
| Battambang Open Bătdâmbâng, Kambodża 4 - 7 kwietnia                                  | Lara Dykstra Cassie House 21–19, 21–14                    | Konstantina Tsopoulou Dimitra Manavi     | Satono Ishitsubo Asami Shiba 22–20, 21–13                 | Sakurako Fujii Minori Kumada               |
| SMM Pak Bara Beach in Satun Satun, Tajlandia 8 - 11 kwietnia                         | Kou Nai-han Liu Pi-hsin 18–21, 21–18, 15–12               | Miller Pata Sherysyn Toko                | Diana Lunina Maryna Samoday 23–21, 21–15                  | Andrea Galindo Claudia Galindo             |
| Langkawi Open Langkawi, Malezja 11 - 14 kwietnia                                     | Lara Dykstra Cassie House 16–21, 21–19, 15–13             | Diana Lunina Maryna Samoday              | Konstantina Tsopoulou Dimitra Manavi 13–21, 21–13, 15–13  | Mayu Sawame Yurika Sakaguchi               |
| Göteborg Open Göteborg, Szwecja 18 - 21 kwietnia                                     | Emi van Driel Raïsa Schoon 21–17, 21–18                   | Inna Makhno Iryna Makhno                 | Ane Hjortland Victoria Kjølberg 21–14, 18–21, 17–15       | Katja Stam Julia Wouters                   |
| Xiamen Open Xiamen, Chiny 24 - 28 kwietnia                                           | Ana Patrícia Ramos Rebecca Cavalcanti 25–23, 26–24        | Barbora Hermannová Markéta Sluková       | Mariafe Artacho del Solar Taliqua Clancy 21–18, 21–13     | Summer Ross Sara Hughes                    |
| Kuala Lumpur Open Kuala Lumpur, Malezja 30 kwietnia - 4 maja                         | Barbora Hermannová Markéta Sluková 24–26, 22–20, 15–12    | Kerri Walsh Jennings Brooke Sweat        | Julia Sude Karla Borger 23–21, 21–19                      | Paula Soria María Belén Carro              |
| Tuan Chau Island Open Tuần Châu, Wietnam 9 - 12 maja                                 | Ksenia Dabizha Daria Rudykh 21–16, 21–16                  | Ekaterina Syrtseva Alexandra Moiseeva    | Yukako Suzuki Yui Nagata 21–19, 21–17                     | Beata Vaida Ioana-Alexandra Ordean         |
| Itapema Open Itapema, Brazylia 15 - 19 maja                                          | Alexandra Klineman April Ross 25–23, 18–21, 15–10         | Sarah Pavan Melissa Humana-Paredes       | Heather Bansley Brandie Wilkerson 21–19, 17–21, 22–20     | Marleen van Iersel Joy Stubbe              |
| Aydin Masters Aydın, Turcja 16 - 19 maja                                             | Maria Voronina Mariia Bocharova 21–17, 16–21, 16–14       | Diana Lunina Maryna Samoday              | Laura Caluori Dunja Gerson 21–14, 21–14                   | Taylor Pischke Sophie Bukovec              |
| Jinjiang Open presented by Jinjiang Culture & Tourism Jinjiang, Chiny 22 - 26 maja   | Kerri Walsh Jennings Brooke Sweat 21–17, 21–19            | Mariafe Artacho del Solar Taliqua Clancy | Ana Patrícia Ramos Rebecca Cavalcanti 21–19, 21–15        | Ágatha Bednarczuk Eduarda Lisboa           |
| Boracay Open Boracay, Filipiny 23 - 26 maja                                          | Satono Ishitsubo Asami Shiba 21–15, 21–18                 | Sakurako Fujii Minori Kumada             | Brittany Kendall Stefanie Weiler 23–25, 21–13, 15–13      | Tjaša Kotnik Tjaša Jančar                  |
| Ostrava Open Ostrawa, Czechy 29 maja - 2 czerwca                                     | Ágatha Bednarczuk Eduarda Lisboa 21–19, 21–17             | Ana Patrícia Ramos Rebecca Cavalcanti    | Sanne Keizer Madelein Meppelink 25–23, 21–17              | Kerri Walsh Jennings Brooke Sweat          |
| Silk Road Nantong Nantong, Chiny 30 maja - 2 czerwca                                 | Wen Shuhui Wang Jingzhe 21–9, 18–21, 15–12                | Angela Lavalle Carolina Horta            | Ksenia Dabizha Daria Rudykh 21–13, 21–16                  | Jagoda Gruszczyńska Aleksandra Gromadowska |
| Silk Road Tangshan Nankin, Chiny 6 - 9 czerwca                                       | Wen Shuhui Wang Jingzhe 21–17, 21–15                      | Angela Lavalle Carolina Horta            | Chiyo Suzuki Yurika Sakaguchi 21–18, 22–20                | Agata Zuccarelli Gaia Traballi             |
| Baden Open presented by Sport.Land.Nö Baden, Austria 6 - 10 czerwca                  | Katharina Schützenhöfer Lena Plesiutschnig 21–17, 21–12   | Katja Stam Julia Wouters                 | Nadine Strauss Teresa Strauss 21–19, 18–21, 19–17         | Sarah Cools Lisa van den Vonder            |
| Warsaw Open Warszawa, Polska 12 - 16 czerwca                                         | Mariafe Artacho del Solar Taliqua Clancy 22–20, 21–17     | Kelley Larsen Emily Stockman             | Ágatha Bednarczuk Eduarda Lisboa 23–21, 21–16             | Carolina Solberg Salgado Maria Antonelli   |
| Ios Island Open Ios, Grecja 14 - 16 czerwca                                          | Konstantina Tsopoulou Dimitra Manavi 21–18, 21–16         | Ioana-Alexandra Ordean Beata Vaida       | Anaya Evans Ellie Austin 21–17, 22–20                     | Sofia Ögren Camilla Nilsson                |
| World Championships Hamburg, Niemcy 28 czerwca - 7 lipca                             | Sarah Pavan Melissa Humana-Paredes 23–21, 23–21           | Alexandra Klineman April Ross            | Mariafe Artacho del Solar Taliqua Clancy 21–18, 22–20     | Nina Betschart Tanja Hüberli               |
| Qidong Open Qidong, Chiny 4 - 7 lipca                                                | Wen Shuhui Wang Jingzhe 21–14, 14–21, 15–7                | Michaela Kubíčková Michala Kvapilová     | Chiyo Suzuki Yurika Sakaguchi 21–17, 21–11                | Kou Nai-han Liu Pi-hsin                    |
| Gstaad Major Gstaad, Szwajcaria 9 - 14 lipca                                         | Alexandra Klineman April Ross 15–21, 21–17, 15–12         | Carolina Solberg Salgado Maria Antonelli | Ana Patrícia Ramos Rebecca Cavalcanti 21–14, 21–12        | Tanja Hüberli Nina Betschart               |
| Daegu Open Daegu, Korea Południowa 11 - 14 lipca                                     | Alexandra Moiseeva Ekaterina Syrtseva 15–21, 21–17, 15–12 | Kaho Sakaguchi Reika Murakami            | Dhita Juliana Putu Utami 17–21, 21–18, 16–14              | Eva Freiberger Valerie Teufl               |
| Alba Adriatica presented by Offertevillaggi.com Alba Adriatica, Włochy 12 - 14 lipca | Emi van Driel Raïsa Schoon 21–17, 21–11                   | Agata Zuccarelli Gaia Traballi           | Katja Stam Julia Wouters 21–16, 21–17                     | Federica Frasca Arianna Barboni            |
| Espinho Open Espinho, Portugalia 16 - 21 lipca                                       | Nadezda Makroguzova Svetlana Kholomina 21–17, 21–16       | Kelly Claes Sarah Sponcil                | Ana Patrícia Ramos Rebecca Cavalcanti 21–18, 18–21, 15–12 | Ágatha Bednarczuk Eduarda Lisboa           |
| Edmonton Open Edmonton, Kanada 17 - 21 lipca                                         | Sarah Pavan Melissa Humana-Paredes 21–11, 21–16           | Betsi Flin Emily Day                     | Akiko Hasegawa Azusa Futami 21–19, 21–17                  | Becchara Palmer Nicole Laird               |
| Tokyo Open Tokio, Japonia 24 - 28 lipca                                              | Ágatha Bednarczuk Eduarda Lisboa 21–19, 21–18             | April Ross Alexandra Klineman            | Heather Bansley Brandie Wilkerson 21–19, 21–11            | Julia Sude Karla Borger                    |
| Vienna Major Wiedeń, Austria 31 lipca - 4 sierpnia                                   | Sarah Pavan Melissa Humana-Paredes 21–19, 21–16           | Carolina Solberg Salgado Maria Antonelli | Ágatha Bednarczuk Eduarda Lisboa 31–29, 21–19             | Taiana Lima Talita Antunes                 |
| Ljubljana Open Lublana, Słowenia 1 - 4 sierpnia                                      | Inna Makhno Iryna Makhno 14–21, 21–16, 15–13              | Ane Hjortland Victoria Kjølberg          | Katja Stam Julia Wouters 21–13, 21–11                     | Kaho Sakaguchi Reika Murakami              |
| Beacharena Vaduz Vaduz, Liechtenstein 7 - 11 sierpnia                                | Emma Piersma Pleun Ypma 21–14, 21–14                      | Reika Murakami Kaho Sakaguchi            | Sayaka Mizoe Suzuka Hashimoto walkower                    | Katja Stam Julia Wouters                   |
| Miguel Pereira Open Miguel Pereira, Brazylia 8 - 11 sierpnia                         | Diana Silva Andressa Ramalho 21–14, 19–21, 15–9           | Vitória Rodrigues Vanilda Leão           | Josemari Alves Juliana Feloisberta 20–22, 21–16, 15–13    | Izabel Santos Aline Lebioda                |
| Budapest Open Budapeszt, Węgry 8 - 11 sierpnia                                       | Chiyo Suzuki Yurika Sakaguchi 19–21, 21–17, 15–8          | Daria Mastikova Polina Tsyganova         | Emi van Driel Raïsa Schoon 21–14, 21–15                   | Francesca Kirwan Olivia MacDonald          |
| Moscow Open Moskwa, Rosja 14 - 18 sierpnia                                           | Anouk Vergé-Dépré Joana Heidrich 21–18, 16–21, 15–8       | Taiana Lima Talita Antunes               | Kerri Walsh Jennings Brooke Sweat 24–26, 21–18, 15–10     | Julia Sude Karla Borger                    |
| Knokke-Heist Openn Knokke-Heist, Belgia 15 - 18 sierpnia                             | Andrea Galindo Claudia Galindo 21–16, 19–21, 15–10        | Cecilie Olsen Sofia Bisgaard             | Emi van Driel Raïsa Schoon 21–13, 21–17                   | Els Vandesteene Maud Catry                 |
| Rubavu Open Rubavu, Rwanda 21 - 24 sierpnia                                          | Iris Reinders Mexime van Driel 21–16, 23–21               | Cecilie Olsen Signe Zibrandtsen          | Victoria Palmer Jessica Grimson 21–10, 21–14              | Charlotte Nzayisenga Judith Hakizimana     |
| Zhongwei Open Zhongwei, Chiny 22 - 25 sierpnia                                       | Wen Shuhui Wang Jingzhe 21–17, 13–21, 15–13               | Sayaka Mizoe Miki Koshikawa              | Chen Chunxia Zhu Lingdi 21–13, 21–16                      | Chiyo Suzuki Yurika Sakaguchi              |
| FIVB World Tour Finals Rzym, Włochy 4 - 8 września                                   | Laura Ludwig Margareta Kozuch 21–19, 21–17                | Ágatha Bednarczuk Eduarda Lisboa         | Ana Patrícia Ramos Rebecca Cavalcanti 19–21, 21–18, 16–14 | Anouk Vergé-Dépré Joana Heidrich           |